# Kościół św. Jadwigi Śląskiej w Samogoszczy
Kościół Świętej Jadwigi śląskiej w Samogoszczy – rzymskokatolicki kościół parafialny należący do parafii pod tym samym wezwaniem (dekanat Łaskarzew diecezji siedleckiej).
Jest to murowana świątynia wybudowana w 1864 roku przez Stanisława Zamoyskiego. Konsekrowana została w 1878 roku przez biskupa lubelskiego, Walentego Baranowskiego. Kościół został wzniesiony w stylu neogotyckim.
W świątyni znajdują się organy o 41 rejestrach zbudowane w 1865 roku przez warszawskiego organmistrza Leopolda Blumberga. Instrument znajduje się na chórze muzycznym naprzeciwko ołtarza głównego i jest wkomponowany w centralną arkadę chóru. Organy posiadają trakturę mechaniczną, wiatrownicę klapową oraz miech magazynowy.